# (1015) Christa
(1015) Christa és un asteroide que forma part del cinturó exterior d'asteroides i va ser descobert per Karl Wilhelm Reinmuth des de l'observatori de Heidelberg-Königstuhl, Alemanya, el 31 de gener de 1924. Christa va ser designat inicialment com 1924 QF. Es desconeix la raó del nom.
Christa orbita a una distància mitjana del Sol de 3,206 ua, podent allunyar-se'n fins a 3,473 ua i acostar-s'hi fins a 2,94 ua. La seva inclinació orbital és 9,462° i l'excentricitat 0,08301. Triga a completar una òrbita al voltant del Sol 2097 dies.